# Élections législatives polonaises de 1952
Les élections législatives polonaises de 1952 se déroulent le 26 octobre 1952. Ce sont les premières élections de la République populaire de Pologne et les deuxièmes de la Pologne communiste. Elles visent à élire les membres du Sejm, le Parlement polonais.
Les élections sont régies par la Constitution de la République populaire de Pologne. Officiellement, la participation électorale s'élève à 95 %.

## Des élections non-démocratiques
La seule liste de candidats autorisée est celle du Front Jedności Narodu (FJN), menée par le Parti ouvrier unifié polonais (PZPR).
Ces élections, comme toutes les autres du régime communiste polonais ne sont pas libres mais falsifiées, comme celles des autres démocraties populaires. Avec les élections législatives de 1947, elles sont considérées comme les élections les moins démocratiques de l'histoire du pays, entrant dans le cadre de la stalinisation du pays, où le gouvernement communiste tente d'exercer un contrôle total sur la société. Les candidats de l'opposition (non-communistes) sont alors persécutés, notamment par le biais d'arrestations et du recours à la torture ; ils ne sont d'ailleurs pas autorisés à se présenter à d'autres élections. Les candidats sont choisis par l'organisation du Parti communiste, le Front Jedności Narodowej : la falsification des élections est évident lorsqu'il apparaît que le nombre de candidats autorisés par le Parti est égal au nombre de sièges au Parlement. Le Parti communiste obtient 99,8 % des voix.
Le Sejm, élu en 1952, était censé être remplacé aux prochaines élections de 1956. Pourtant, en raison de changements politiques les élections ont lieu en 1957 dans une ambiance certes plus libre mais toujours de manière anti-démocratiques.

## Résultats
| Parti | Parti                    | %     | Sièges |
| ----- | ------------------------ | ----- | ------ |
|       | Front Jedności Narodowej | 99,80 | 455    |
|       | Indépendant              | 0,20  | 1      |
|       | Total                    | -     | 456    |

## Sources
- (en) Cet article est partiellement ou en totalité issu de l’article de Wikipédia en anglais intitulé « Polish legislative election, 1952 » (voir la liste des auteurs).